# 630

## أحداث
- 12 يناير - الموافق 10 رمضان 8 هـ - فتح مكة.
- الراهب البوذي تشيونتسانغ يعبر صحراء غوبي إلى كومول. ويعبر جبال تيان شان إلى مدينة توربان.
- غزوة حنين
- غزوة الطائف

## مواليد
- عقبة بن نافع
- قسطنطين الثاني
- كونون
- سيجيبيرت الثالث

## وفيات
- سعيد بن سعيد بن العاص
- كرز بن جابر الفهري
- أردشير الثالث
- شهربراز